# 祖蕾·亨奥
祖蕾·亨奥（Zulay Henao，1979年5月29日—），美籍哥伦比亚裔影视女演员。 她联合主演了许多电影，例如《非法招标》（2007年）、《战斗》（2009年）、《银行匪帮》（2010年）、《复仇少年》（2011年）、《人皮客栈3》、《对单身母亲俱乐部》（2014年）、《国际杀手的真实回忆录实》（2016年）。 2014年，她开始作为主演之一参演了奥普拉脱口秀系列以及如果爱你是错。

## 早期的生活
Henao生于哥伦比亚的安蒂奥基亚省麦德林市,哥伦比亚的父母。她和她的家人移居到新泽西。高中毕业后她在美国陆军服役三年。后入读纽约音乐学院戏剧艺术研究表演。

## 影視作品

### 電影
- 2019年：《格蘭德島（英语：Grand Isle (2019 film)）》飾演 偵探牛頓